# Xabier Egaña Albizu

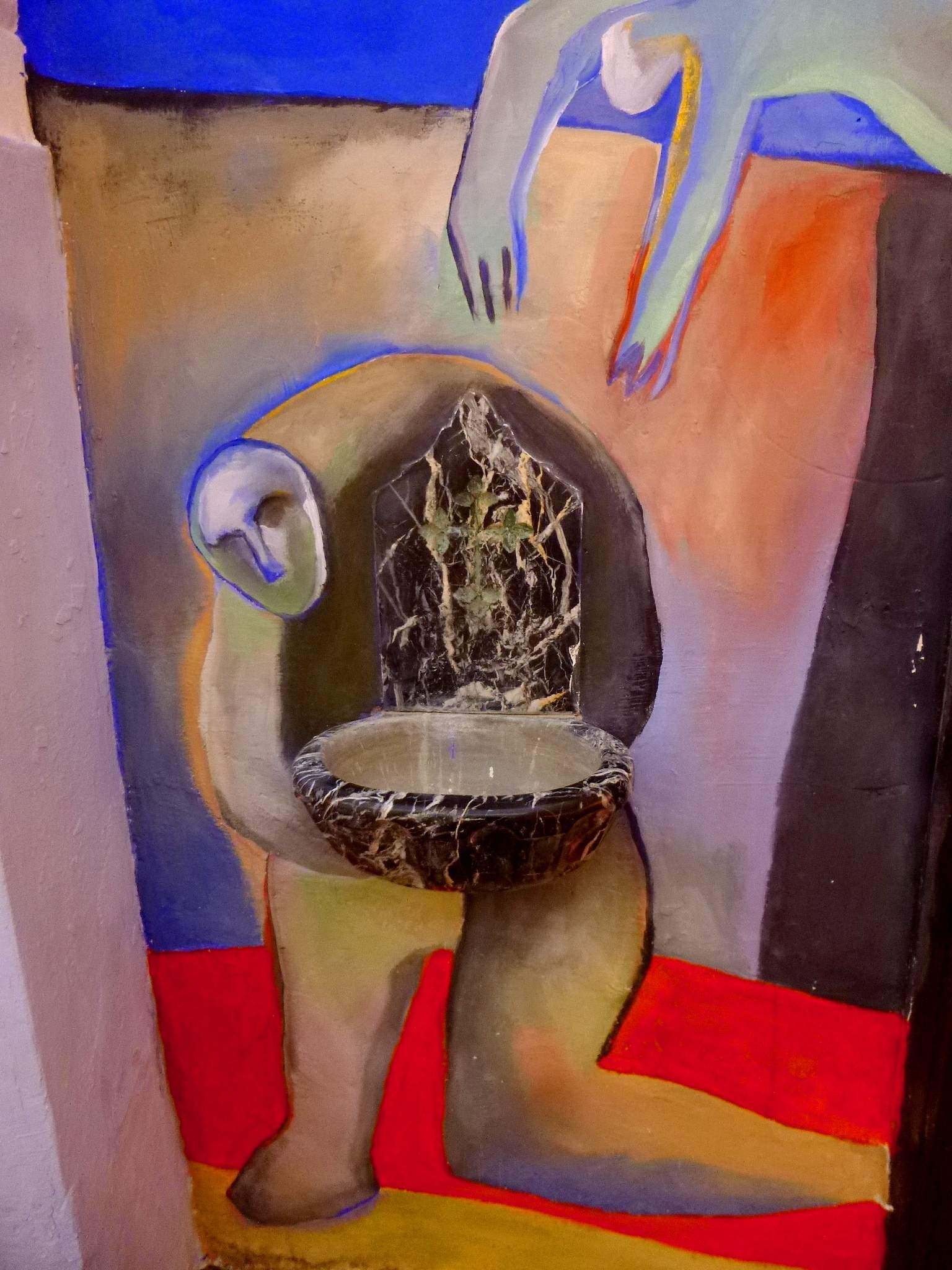
Wandmalerei in der Kirche von Antezana de Foronda

Xabier Egaña Albizu (geb. 22. Juli 1943 in Las Arenas, Guecho) ist ein baskischer Maler und bildender Künstler. Im Jahr 2020 war er Finalist des Manuel-Lekuona-Preises sowie des Eusko-Ikaskuntza-Preises für Geisteswissenschaften.

## Biographie
Xabier Egaña, der Älteste von fünf Geschwistern, wurde in eine christliche, gläubige und fromme Familie hineingeboren. Zwischen seinem sechsten und neunten Lebensjahr besuchte er die öffentliche Schule von Las Arenas. Ab dem zehnten Lebensjahr begann er, mit einem Stipendium und als externer Schüler, das Abitur am Colegio de Gaztelueta, das dem Opus Dei angehört. Mit vierzehn Jahren musste er aufgrund einer rheumatischen Erkrankung das Bett hüten und sich schonen. Es war eine lange Zeit, in der er sich für das Lesen, Comics und das Zeichnen begeisterte. Schon damals, wie viele andere Maler, hatte er seit seiner Kindheit den Ruf, ein guter Zeichner zu sein.
Im Alter von 17 Jahren entschloss er sich, dem Franziskanerorden beizutreten. Nach einem Kurs in Forúa zum Erlernen des Lateinischen setzte er seine franziskanische Ausbildung in Zarauz fort. 1962 begann er ein Philosophiestudium in Olite (Navarra), wo er dem Franziskanermaler Xabier Álvarez de Eulate begegnete, der für seine künstlerische Ausbildung prägend wurde. Von 1965 bis 1969 studierte er Theologie im Priesterseminar von Aránzazu (Guipúzcoa), und 1969, nach Abschluss seiner franziskanischen Ausbildung, wurde er zum Priester geweiht. Anschließend war er eine Zeit lang in Santander und Madrid tätig.
Er verließ den Franziskanerorden im Jahr 1986 nach 26 Jahren und im Alter von dreiundvierzig Jahren, um einen neuen persönlichen und privaten Lebensweg einzuschlagen. Dieser neue Lebensstil konkretisierte sich, als er María José Zurita heiratete. Die Familie ließ sich in San Sebastián nieder, wo er weiterhin Kunstunterricht an der Lehrerbildungsstätte gab.

### Künstlerischer Werdegang
Obwohl er sich das Malen autodidaktisch aneignete, wurde er von mehreren baskischen Künstlern beeinflusst, unter anderem von Xabier Álvarez Eulate. Außerdem war er eine Zeit lang Dozent für Bildende Kunst an der Lehrerbildungsstätte der Kirche von San Sebastián. Er hat Ausstellungen in San Sebastián, Bilbao, Vitoria und anderen europäischen Hauptstädten veranstaltet.

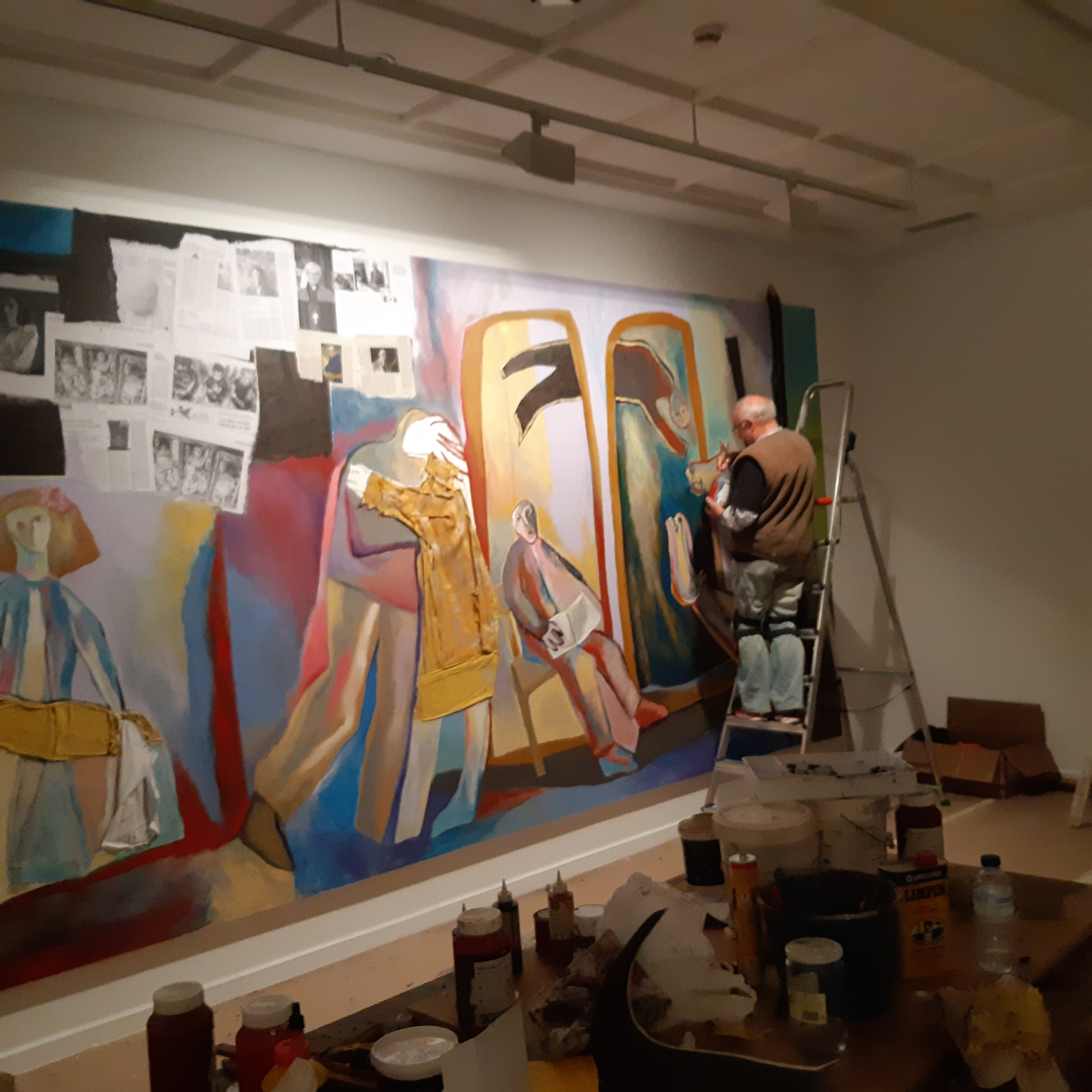
Xabier Egaña beim Malen, 2019

Seit 1976 hat er an verschiedenen öffentlichen Werken gearbeitet: am Andachtsraum der Jungfrau von Aránzazu (1976–1978); an den Wandmalereien der Kirche San Pelayo in Zarauz und an der Hommage an Salbatore Mitxelena in der Ikastola (1981); an der Sgraffito-Arbeit des Baseballstadions von Iñurritsa; an den Innen- und Außenmauern des Schwimmbads von Arrigorriaga; an den Skulpturen auf dem Platz San Pedro in Sopelana; an den Keramik-Wandbildern des Colegio Lauro in Lujua; im Franziskanerkloster St. Bonaventura in der Stadt Mühlen, Deutschland; in der Kirche San Juan Bautista (1981); in Puerto Rico und weitere.
Er hat außerdem das Innere der Kirche San Miguel im alavesischen Ort Antezana de Foronda im Rahmen des Projekts „Pinturas para la vida – Bizitzarako pinturak“ gestaltet. Ein Werk von großem Umfang, das Egaña als eine bedeutende Herausforderung annahm – ein Lebensprozess, der sieben Jahre andauern sollte. Zwischen 2010 und 2012 widmete er sich intensiv der Anfertigung einer enormen Anzahl von Skizzen. In diesen Skizzen brachte er seine gesamte Bildwelt ein, in einer neuen Auseinandersetzung mit Themen, die ihn über vier Jahrzehnte hinweg beschäftigt hatten. Es entstand eine Mischung aus christlicher Ikonografie und zeitgenössischen Darstellungen, durch die das Religiöse ins Hier und Jetzt übertragen wird. Die Skizzen zu betrachten ist wie ein Nachschlagewerk seiner sozialen Anliegen, verwoben mit religiösen Passagen, die Egaña persönlich nahe sind.
Nach zwei Jahren vorbereitender Arbeit dauerte das Bemalen des Kircheninneren weitere fünf Jahre. Die Arbeiten fanden jeweils in der Sommerzeit statt und wurden von den Dorfbewohnern tatkräftig unterstützt.
Die größte und umfassendste Ausstellung seines Werks fand im November 2019 in Vitoria statt, organisiert von der Stiftung Caja Vital unter dem Titel „La vida no basta“, kuratiert von Juan Ayesta. Der Künstler arbeitete dort öffentlich vor den Besuchern.

## Werke
- 1962–1969: Anfänge in der Malerei.

Der Künstler erwähnte die „Gastfreundschaft, Freundschaft und Ermutigung“ von Xabier Álvarez de Eulate. Die ersten Werke von Lucio Muñoz hatten großen Einfluss auf ihn, sowohl im Stil als auch in der Technik: abstrakte, materielle Kunst. Auch die Arbeit von Marc Chagall für die Pariser Oper beeinflusste ihn, insbesondere durch deren ausdrucksstarken Lyrismus und den Einsatz von Farbe. Damals stellte Jorge Oteiza gerade seine Apostel und die Pietà in Aránzazu auf – sie wurden enge Freunde.
- 1970–1975: Bewusstwerdung der baskischen Frage in Madrid.

1975, bewegt von der Erschießung von Txiki und Otaegi, vollendete er das Diptychon „In Memoriam Txiki-Otaegi“ (1975). Anschließend zog er, auf Anraten von Oteiza, nach Pamplona, um beim Maler und Grafiker Eslava die Technik des Tiefdrucks zu erlernen. In den Werken dieser Zeit fällt die Mischung aus christlich-religiöser Ikonografie und soziopolitischen Ereignissen auf. Die Arbeiten entstanden auf Zinkplatten.
- 1976–1978: Auftrag für den Andachtsraum von Aránzazu.

Neben Álvarez Eulate und Oteiza holte er sich auch die Meinung von Sáenz de Oiza ein und zeigte ihm Pläne und Modelle in Madrid. 1978 bemalte er dort innerhalb von drei Monaten nur vormittags Wandflächen von 115 Quadratmetern. Das übergeordnete Thema war die Geschichte der Menschheit, „eine Reflexion über die Absurdität des Leidens und das Scheitern derer, die versuchen, die Welt zu verändern — wie Christus selbst“, so der Architekt Miguel Alonso del Val. In diesem Werk pflegte Egaña einen expressiven Stil mit religiösen und humanistischen Wurzeln.
- 1980–1986:

1980 wurde Monsignore Romero während der Messe in El Salvador ermordet. Dieses Ereignis veranlasste Egaña dazu, mit unkonventionellen Materialien zu experimentieren (etwa Handtüchern und alten liturgischen Gewändern), mit Collagen und Stoffassemblagen im Stil der Arte Povera, teils in kräftigen Farben. Zu dieser Schaffensphase gehören das Triptychon „Instrumento de Ícaro“ (1985), eine Serie von Kreuzen aus Stöcken und Tüchern sowie polychrome Holzskulpturen.
- 1987–1990:

„1987 bewegten sich die Motive und der Bildhintergrund veränderte sich“, so der Künstler selbst. Er begann, Landschaften und Alltagswege zu malen, vor allem Gemälde auf Leinwand. Außerdem experimentierte er mit Skulpturen für große Räume und arbeitete an der räumlichen Gestaltung durch den Bau von Modellen.
- 1991–1999:

Der Zusammenbruch der Sowjetunion sowie die Kriege und Konflikte auf dem Balkan inspirierten den Künstler. Aus dieser Zeit stammen Werke wie „Croacia“ (1990) und „Ein Christus für Bosnien“ (1994), die den stoisch leidenden Menschen darstellen. Egaña wandte sich dem materiellen abstrakten Stil zu, mit Collagen. Ebenfalls aus dieser Zeit stammt „Kreuze, Friedhof und Türklopfer“ (1996) über Tod und das Symbol der „Rufenden“. Er schuf auch „Die Poesie der Blumen“ (1998) mit Ablationstechniken sowie „...etwas mit der Menina machen“ (1998) und „Nationalstolz“ (2000).
- 2000–2009:

Er setzte sich mit Werken auseinander, die als Symbole der Kunst gelten (Botticelli, Rubens, Tizian, Velázquez, Manet und Picasso). Er fertigte eher Collagen und Assemblagen aus wiederverwendeten Materialien als klassische Malerei – hybride Arbeiten aus Malerei, Zeichnung und Skulptur für die Wand. Dabei verwendete er unter anderem Bücher, Kreuze und Totenschädel. Aus dieser Zeit stammt auch das Werk „Erinnerung an Guernica“ (2010).
- 2010–2017: „Pinturas para la vida“ (Malereien für das Leben).

2010 erhielt er den Auftrag, die Innenwände der Kirche San Miguel in Antezana de Foronda (Álava) neben dem Flughafen Foronda zu bemalen. Nach vorbereitenden Arbeiten von 2010 bis 2012, beendete er die Wandmalereien in den Sommermonaten der Jahre 2013 bis 2017.
- 2019:

Die Fundación Vital organisierte eine große Retrospektive seines Werks in Vitoria. Während der Ausstellung war der Künstler im Ausstellungsraum anwesend und malte ein Bild live vor Ort.
- 2020:

42 Jahre nach der ursprünglichen Ausführung arbeitete er an der Restaurierung und Ausbesserung des Andachtsraums der Jungfrau von Aránzazu, nachdem dieser durch Feuchtigkeit beschädigt worden war.

## Bildergalerie

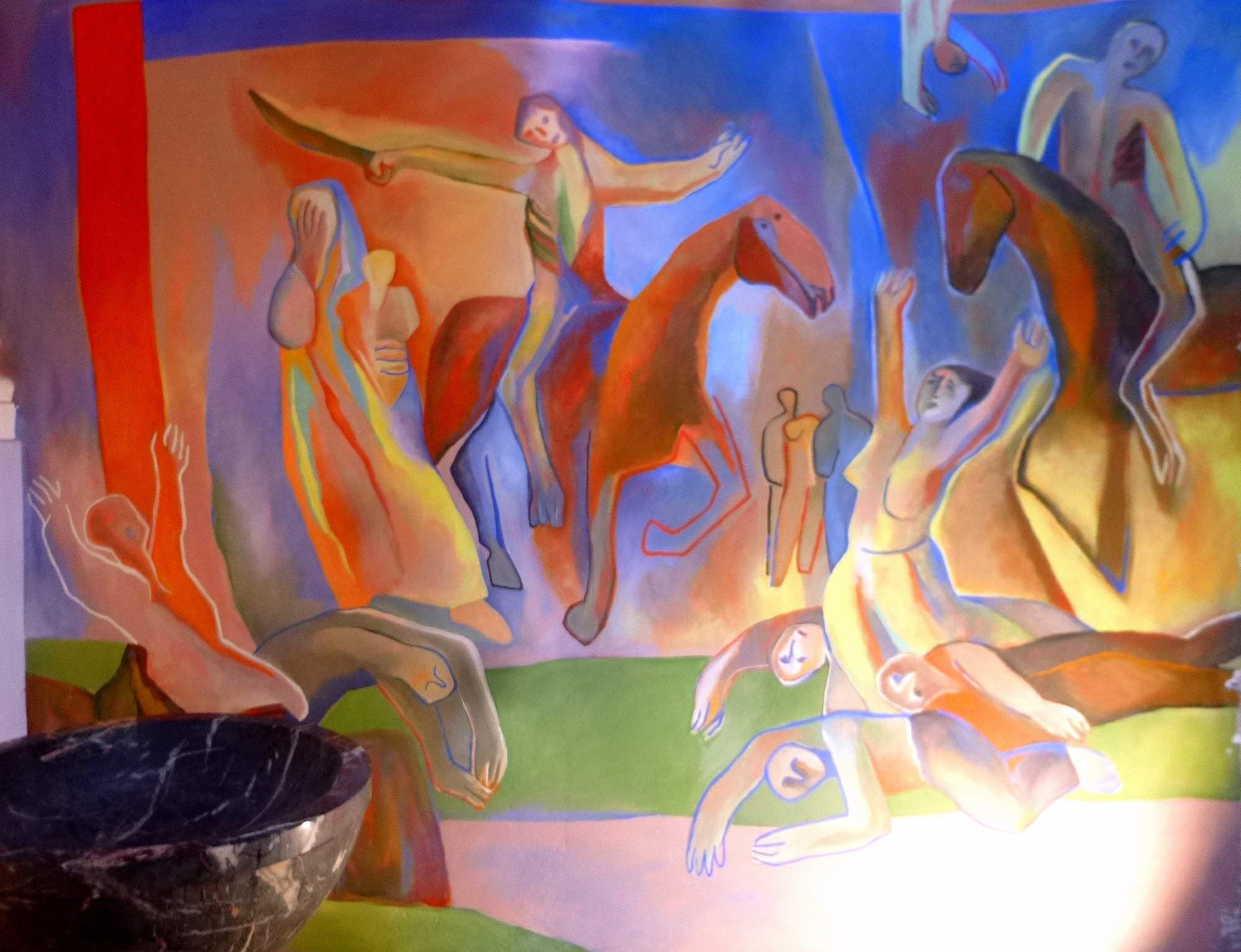
'Pinturas para la vida', Kirche von San Miguel Arcángel in Antezana de Foronda
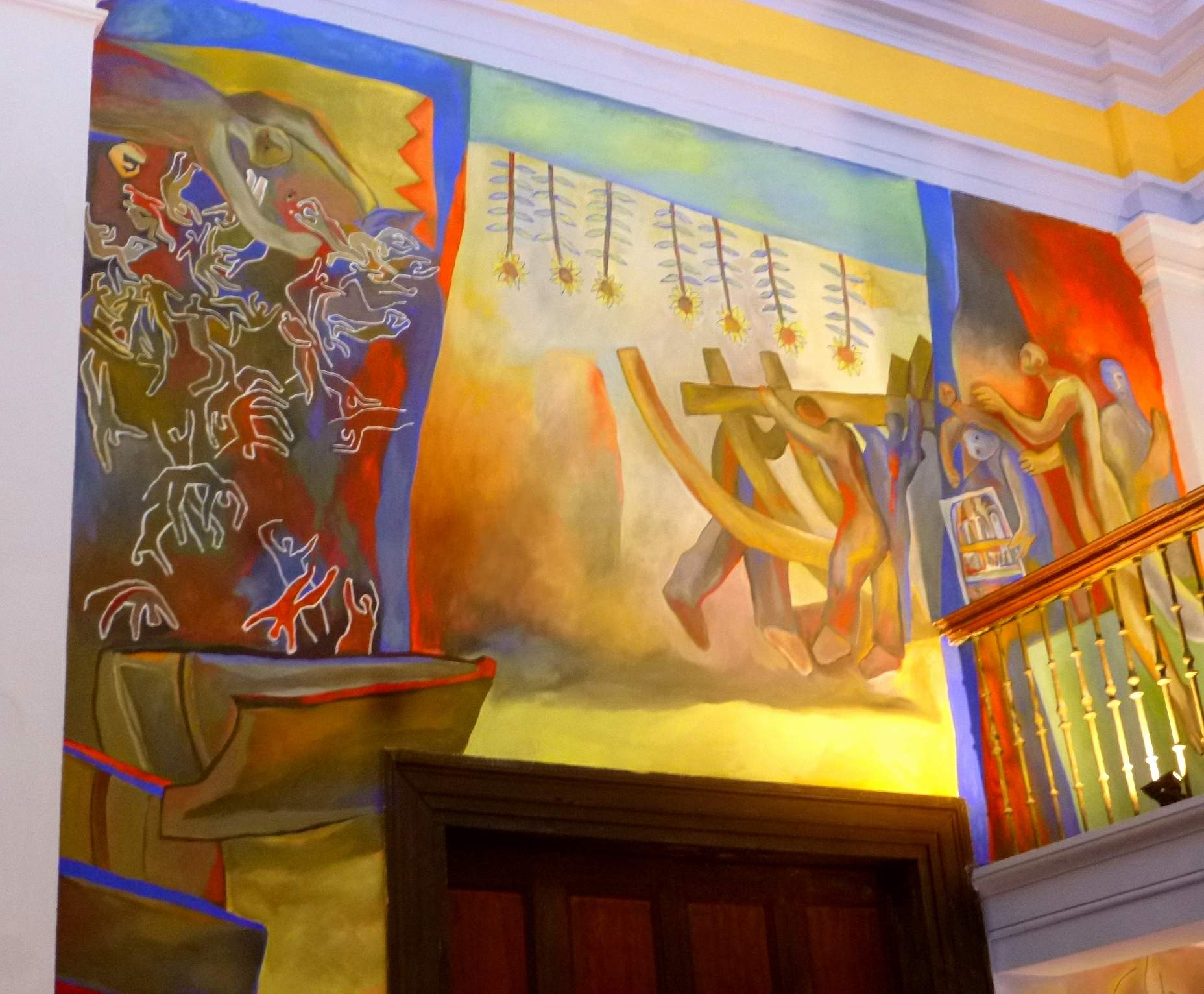
'Pinturas para la vida', Kirche von San Miguel Arcángel in Antezana de Foronda
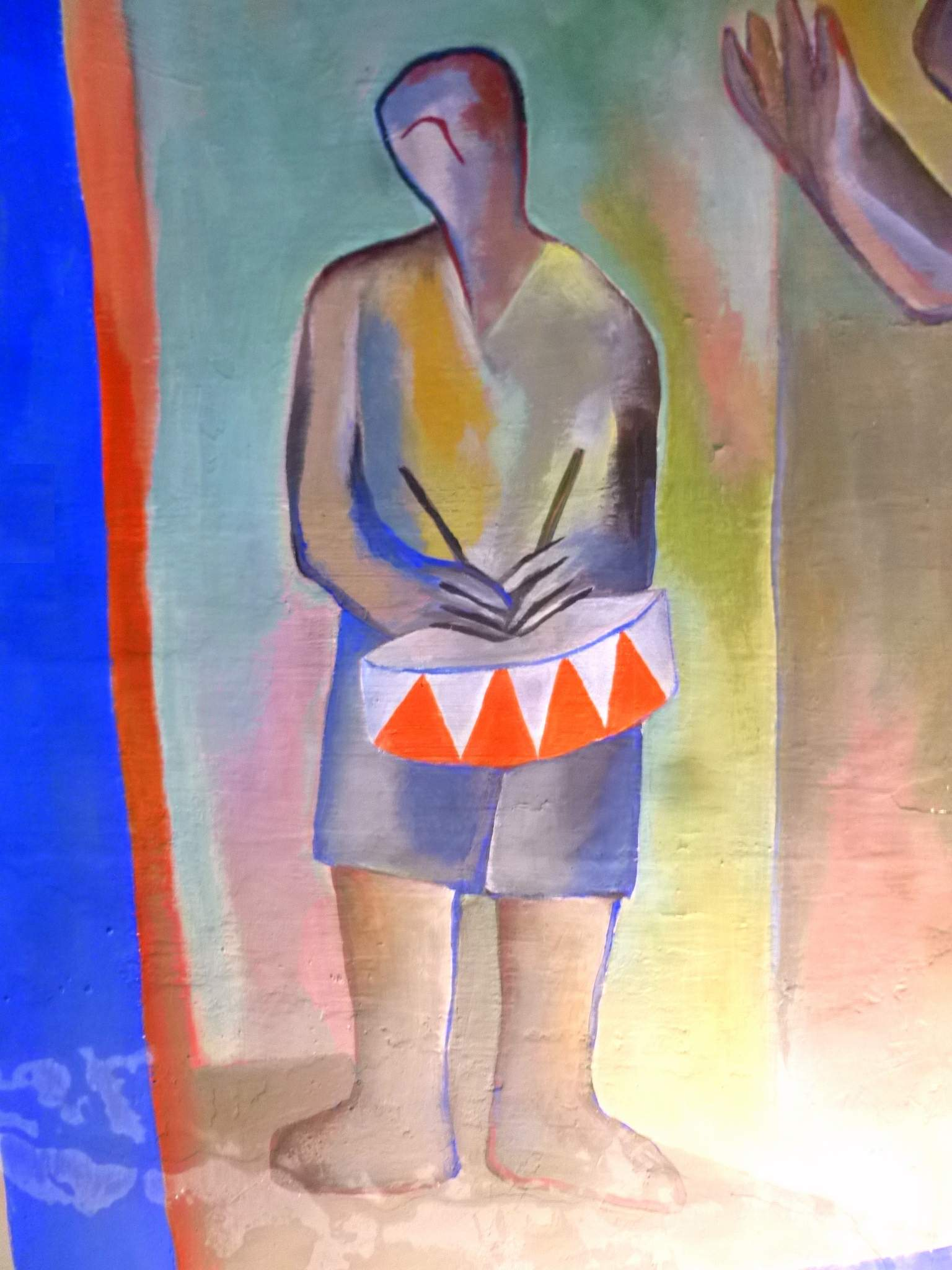
'Pinturas para la vida', Kirche von San Miguel Arcángel in Antezana de Foronda
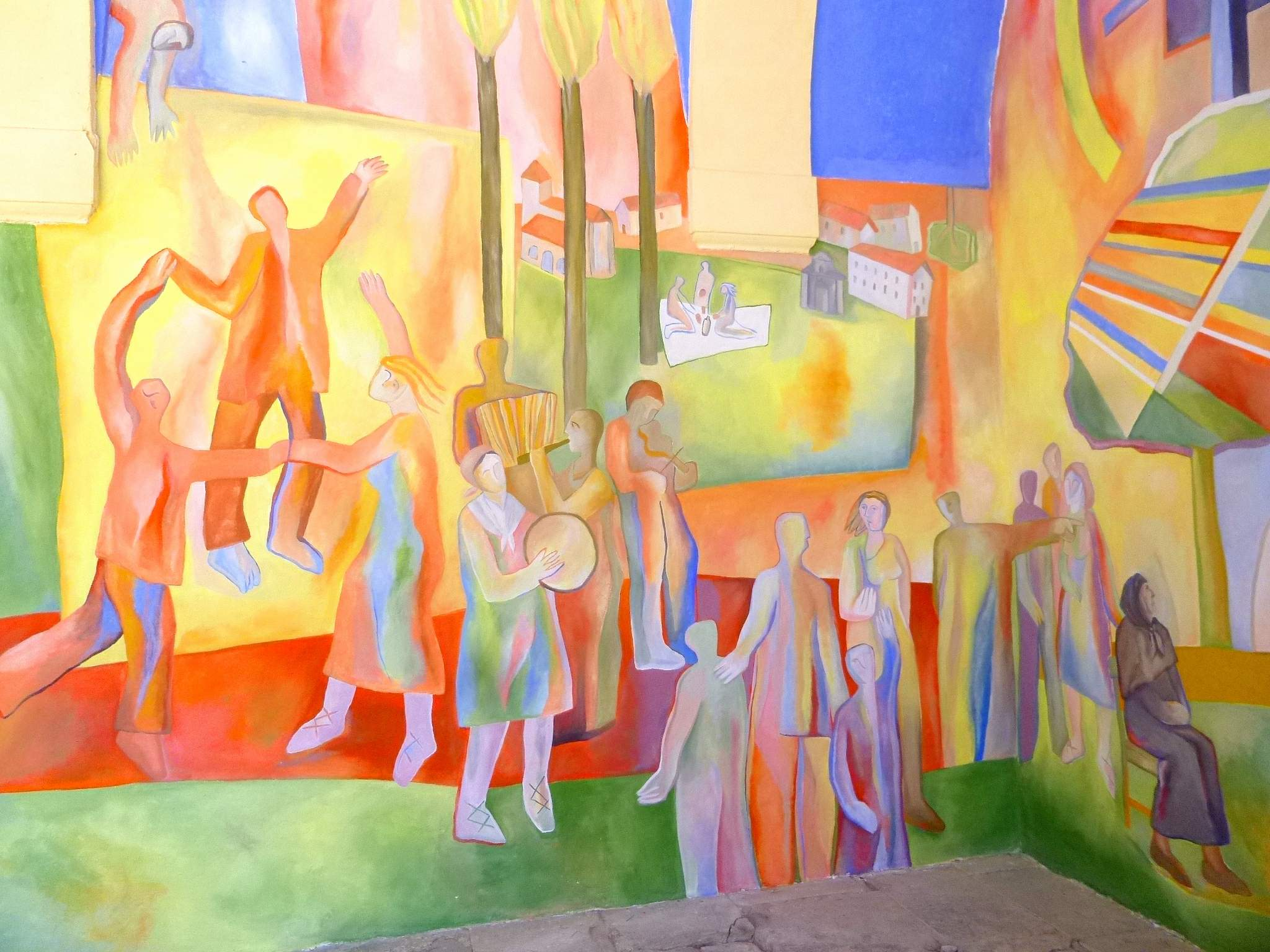
'Pinturas para la vida', Kirche von San Miguel Arcángel in Antezana de Foronda

## Bibliographie
- (1983) KORTADI, Edorta: Xabier Egaña. Catálogo de la exposición en la Caja de Ahorros Provincial de Gipuzkoa
- (1983) KORTADI, Edorta: La obra sacral y cósmica de Xabier Egaña. Deia
- (2008) De la vida: de Aránzazu a Alemania 1975- 2008, Xabier Egaña, un pintor vasco

- Pinturas de Xabier Egaña en Aránzazu
- Pinturas para la vida: proyecto muralístico de Xabier Egaña

| Personendaten    | Personendaten                           |
| ---------------- | --------------------------------------- |
| NAME             | Egaña Albizu, Xabier                    |
| KURZBESCHREIBUNG | baskischer Maler und bildender Künstler |
| GEBURTSDATUM     | 22. Juli 1943                           |
| GEBURTSORT       | Las Arenas, Guecho                      |